# St George Continental Cycling Team
El St George Continental Cycling Team, (codi UCI: STG) és un equip ciclista professional australià. Fundat el 2015, va pujar a categoria Continental el 2016.

## Principals victòries
- Tour de Moluques: Marcus Culey (2017)

### Grans Voltes
- Tour de França
  - 0 participacions

- Giro d'Itàlia
  - 0 participacions

- Volta a Espanya
  - 0 participacions

## Classificacions UCI
L'equip participa en les proves dels circuits continentals i principalment en les curses del calendari de l'UCI Oceania Tour. Aquesta taula presenta les classificacions de l'equip als circuits, així com el seu millor corredor en la classificació individual.
UCI Àsia Tour
| Temporada | Classificació per equips | Millor ciclista en la classificació individual |
| --------- | ------------------------ | ---------------------------------------------- |
| 2016      | 88è                      | Brodie Talbot (428è)                           |
| 2017      | 41è                      | Marcus Culey (156è)                            |

UCI Europa Tour
| Temporada | Classificació per equips | Millor ciclista en la classificació individual |
| --------- | ------------------------ | ---------------------------------------------- |
| 2017      | 136è                     | -                                              |

UCI Oceania Tour
| Temporada | Classificació per equips | Millor ciclista en la classificació individual |
| --------- | ------------------------ | ---------------------------------------------- |
| 2016      | 11è                      | Nicholas Katsonis (98è)                        |
| 2017      | 4t                       | Marcus Culey (46è)                             |